# 智光院 (杉並区)
智光院（ちこういん）は、東京都杉並区にある臨済宗妙心寺派の寺院。

## 概要
1630年（寛永7年）、智光院（天野雄光の妻、北畠具教の娘）の開基である。この智光院が当院の名称の由来である。
元々は寛永寺の東の車坂下にあったが、1698年（元禄11年）に浅草新谷町に移転した。
江戸時代は「武家の江戸寺」の異名を持ち、武家各家の庇護を受けていたが、火災や安政の大地震による倒壊など不運が続き、1912年（大正元年）に現在地に移転した。

## 墓所
- 永田正道（北町奉行）[1]

## 交通アクセス
- 地下鉄丸ノ内線新高円寺駅より徒歩5分。
- 高円寺駅・中野駅よりバス（関東バス・京王バス）「大法寺前」下車